# Edwin S. Broussard
Edwin Sidney Broussard, född 4 december 1874 i Iberia Parish, Louisiana, död 19 november 1934 i New Iberia, Louisiana, var en amerikansk demokratisk politiker. Han representerade delstaten Louisiana i USA:s senat 1921-1933.
Broussard utexaminerades 1896 från Louisiana State University. Han arbetade sedan som lärare och deltog i spansk-amerikanska kriget. Han avlade 1901 juristexamen vid Tulane University. Han arbetade som åklagare 1903-1908.
Broussard efterträdde 1921 Edward James Gay som senator för Louisiana. Han omvaldes 1926. Han besegrades i demokraternas primärval inför senatsvalet 1932 av John H. Overton. Huey Long, Broussards kollega i senaten och en mäktig politisk boss stödde utmanaren Overton. Sex år tidigare hade Broussard åtnjutit Longs stöd.
Edwin S. Broussard var yngre bror till Robert F. Broussard. Han är begravd på Saint Peter's Cemetery i New Iberia i Louisiana.